# Арский, Феликс Наумович
Фе́ликс Нау́мович А́рский (псевдоним Нау́мов, 13 марта 1929 — 16 мая 1987, Москва) — советский историк (специалист по истории Древнего мира), журналист и писатель.

## Биография
Родился 13 марта 1929 года.
После окончания исторического факультета МГУ был направлен на работу в краеведческий музей в Крым, однако там не задержался и вернулся в Москву, работал учителем истории и научным сотрудником в Институте истории АН СССР, научным редактором издательства «Наука». Был членом Союза журналистов СССР, владел латынью и древнегреческим языком. Писал сценарии спектаклей для детской редакции Гостелерадио.
Умер 16 мая 1987 года в Москве. Похоронен на Введенском кладбище (уч. 12). Памяти Арского посвящена книга Л. С. Ильинской «Легенды и археология».